# Alfredo Pieroni

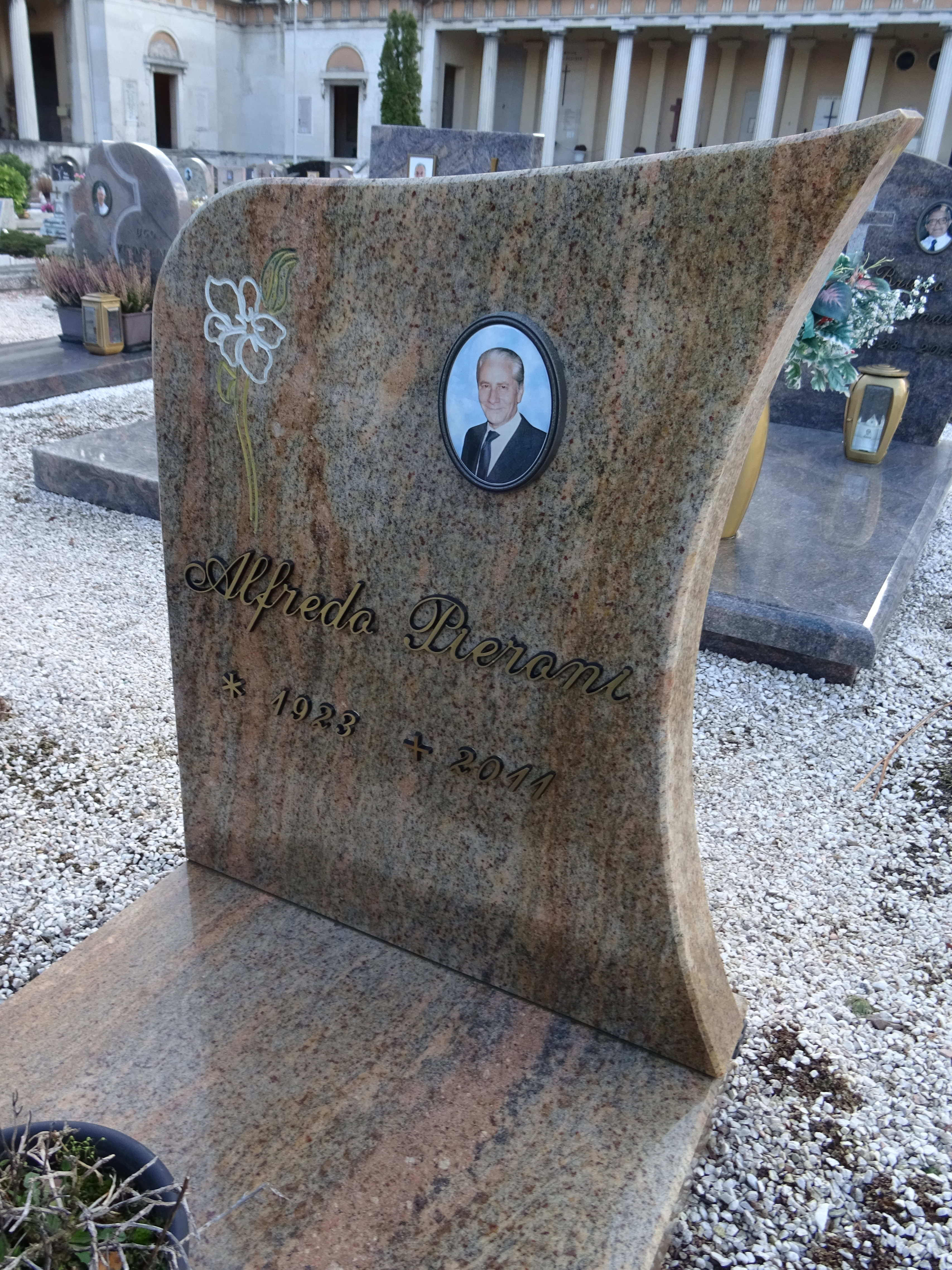
La tumba de Pieroni en el cementerio monumental de Trento

Alfredo Pieroni (Trieste, 14 de mayo de 1923 - Trento, 28 de septiembre de 2011) fue un escritor y periodista italiano. De 1975 a 1977 dirigió Il Resto del Carlino, periódico de Bolonia. 

## Biografía
Alfredo Pieroni nació  en Trieste  el 14 de mayo de 1923. Se trasladó a Roma con su familia, donde comenzó a trabajar como reporter para el Corriere della Sera, Il Resto del Carlino y Gazzetta del Popolo. Se trasladó a Bonn y luego a Londres como corresponsal de La Settimana Incom; allí, en 1958, conoció a Oriana Fallaci, con quien inició una atormentada relación sentimental.
Pieroni murió en 2011 y está enterrado en el cementerio monumental de Trento.

## Obras
- Alfredo Pieroni, Dizionario degli italiani che contano, Milano, Sperling & Kupfer, 1986.
- Alfredo Pieroni, E se USA e URSS si alleassero?, Milano, Sperling & Kupfer, Collana "SAGGI", 1988.
- Alfredo Pieroni, I russi. L'anima e la storia di un popolo, Milano, Mondadori, 1992.
- Alfredo Pieroni, Perché le sinistre non vinceranno mai più a meno che, Milano, Longanesi & Co, 1996.
- Alfredo Pieroni, Il figlio segreto del Duce. La storia di Benito Albino Mussolini e di sua madre, Ida Dalser, Milano, Garzanti. ISBN 9788811600503,[4] 2006.